# Antonio Paolucci

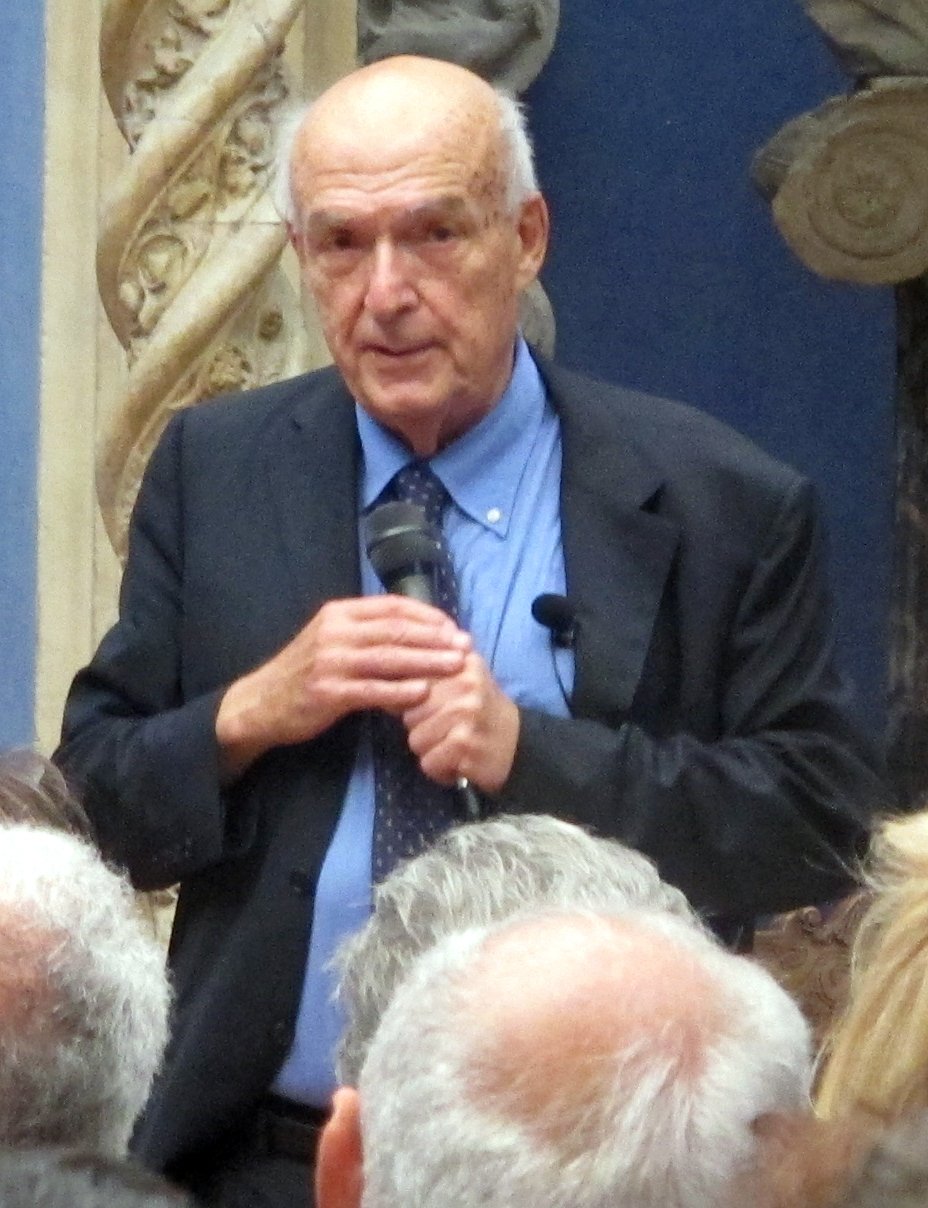
Antonio Paolucci (2013)

Antonio Paolucci (* 29. September 1939 in Rimini; † 4. Februar 2024 in Florenz) war ein italienischer Kunsthistoriker.

## Leben
Paolucci studierte Kunstgeschichte bei Roberto Longhi. Seine berufliche Laufbahn begann in diversen Kulturbehörden, im Ministerium für Kulturgüter und kulturelle Aktivitäten sowie als Superintendent für die Kulturgüter von Venedig, Verona, Mantua und schließlich von Florenz. Vom Januar 1995 bis zum Mai 1996 war er Kulturminister Italiens im Kabinett Dini. Von 2007 bis 2016 war er Generaldirektor der Vatikanischen Museen.

## Schriften (Auswahl)
- Die Kirchen von Florenz. Aus dem Italienischen übersetzt von Christoph Pommer, Edizioni d’Arte Becocci, Firenze 1975.
- Die Bronzetüren des Baptisteriums in Florenz. Übersetzung aus dem Italienischen Ruth Wolff, Hirmer Verlag, München 1997.
- Scritti d’arte (1996–2007). Olschki, Firenze 2007.
- Pensieri d’arte. Dentro e fuori i Musei Vaticani. Libreria Editrice Vaticana, Vatikanstadt 2012. ISBN 978-88-209-8743-5

## Auszeichnungen
- 1996: Großkreuz des Verdienstordens der Italienischen Republik
- 1997: Kulturverdienstorden der Italienischen Republik
- 2005: Ritter der französischen Ehrenlegion